# NBA Hang Time
NBA Hang Time est un jeu vidéo de basket-ball sorti en 1996 sur Mega Drive, Nintendo 64, Windows, arcade, Super Nintendo et PlayStation. Le jeu a été développé par Funcom et édité par Midway Games.